# Château fort de Hammerstein

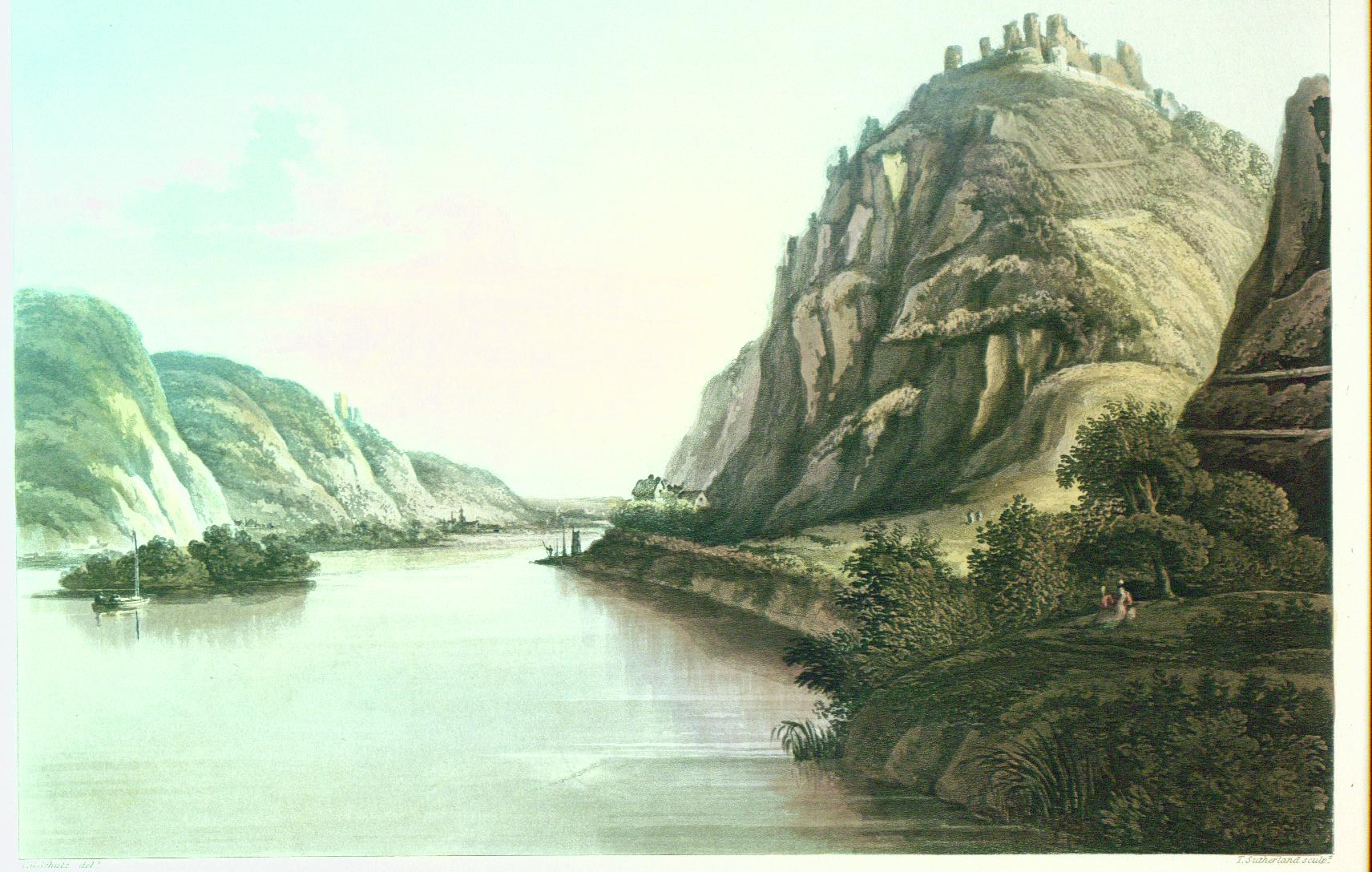
Ancienne représentation du Rhin avec le château fort de Hammerstein

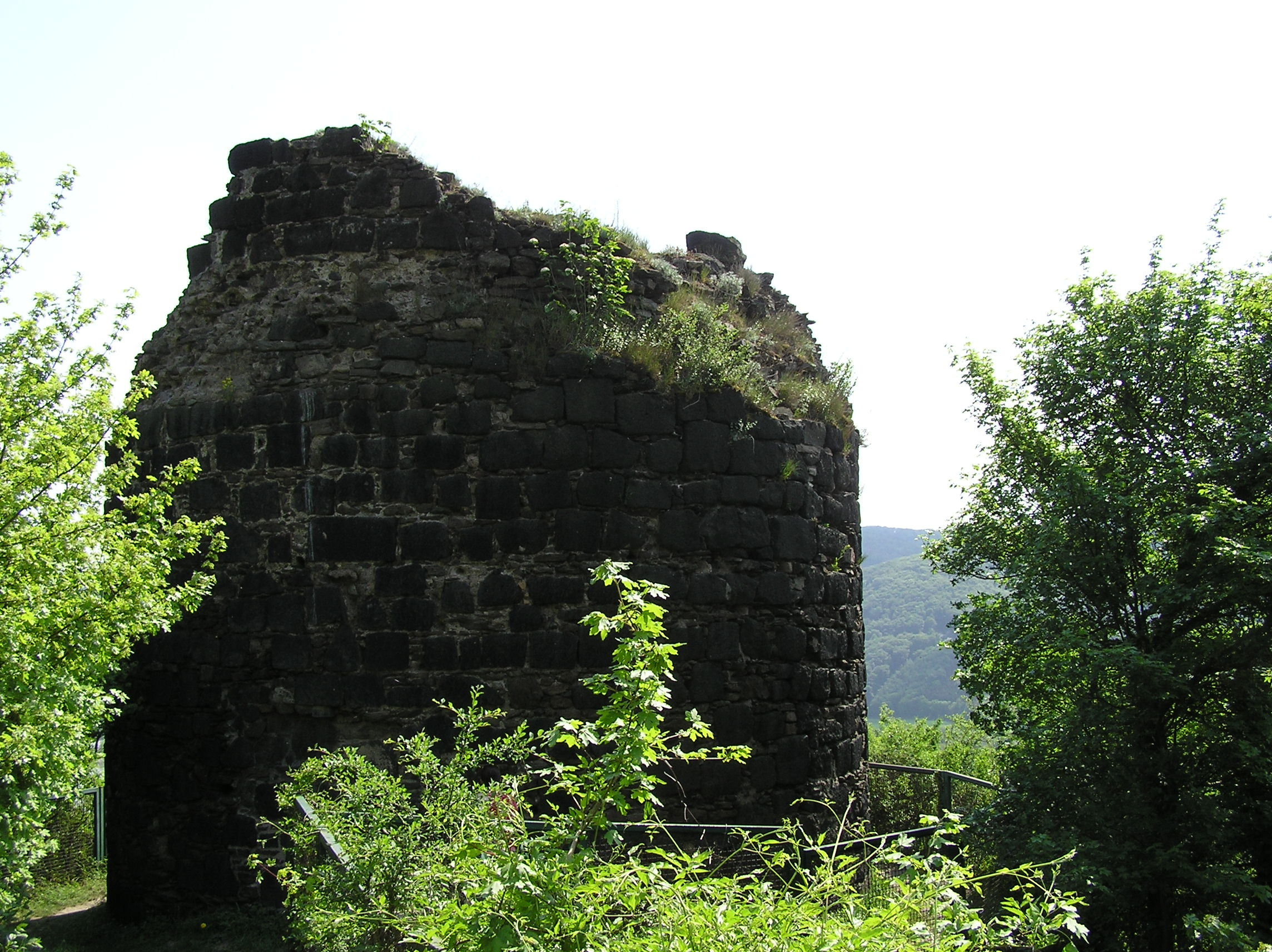
Château fort de Hammerstein ; restes d'une tour de défense surplombant la vallée du Rhin

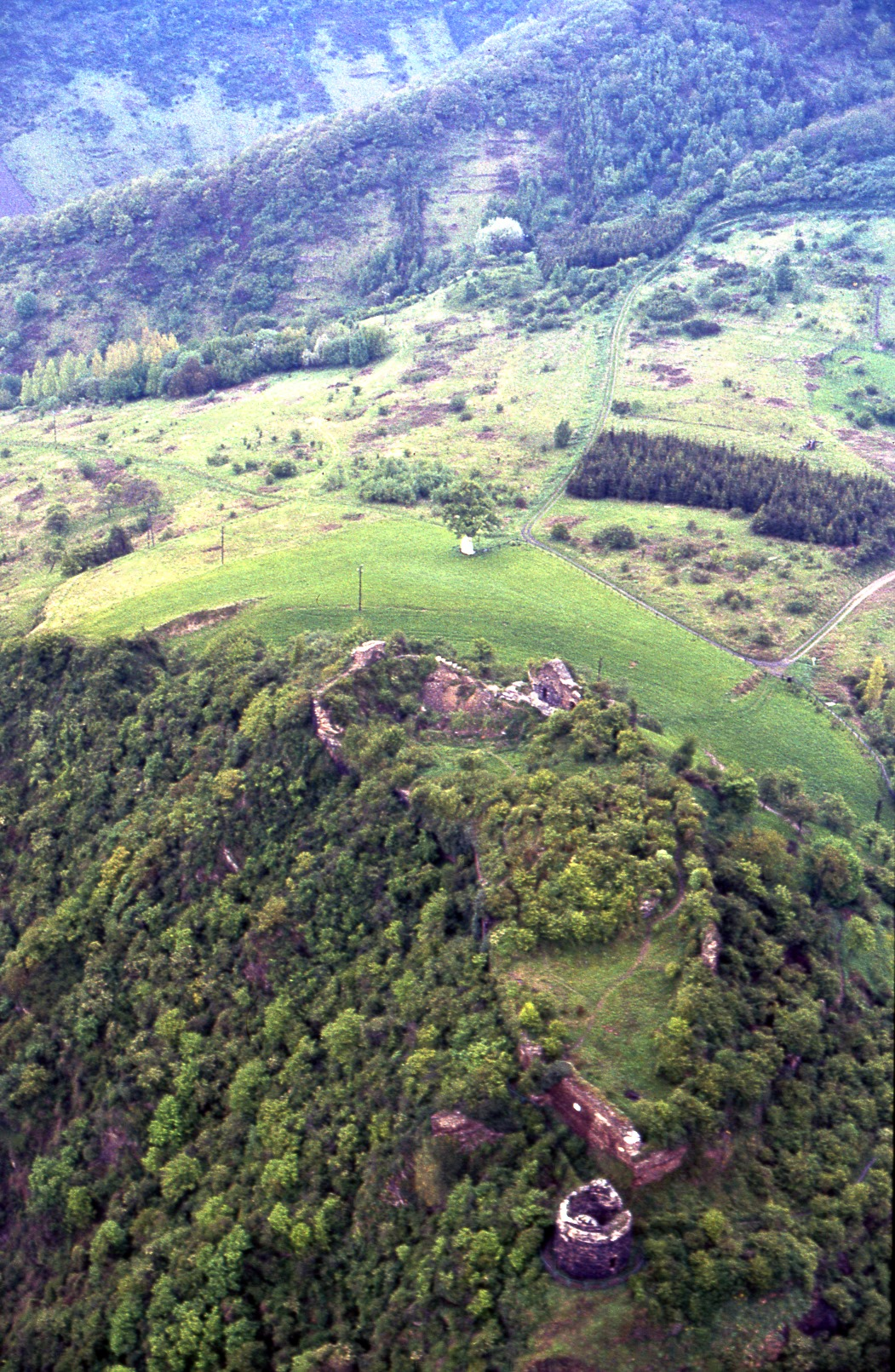
Vue aérienne de la ruine du château fort de Hammerstein

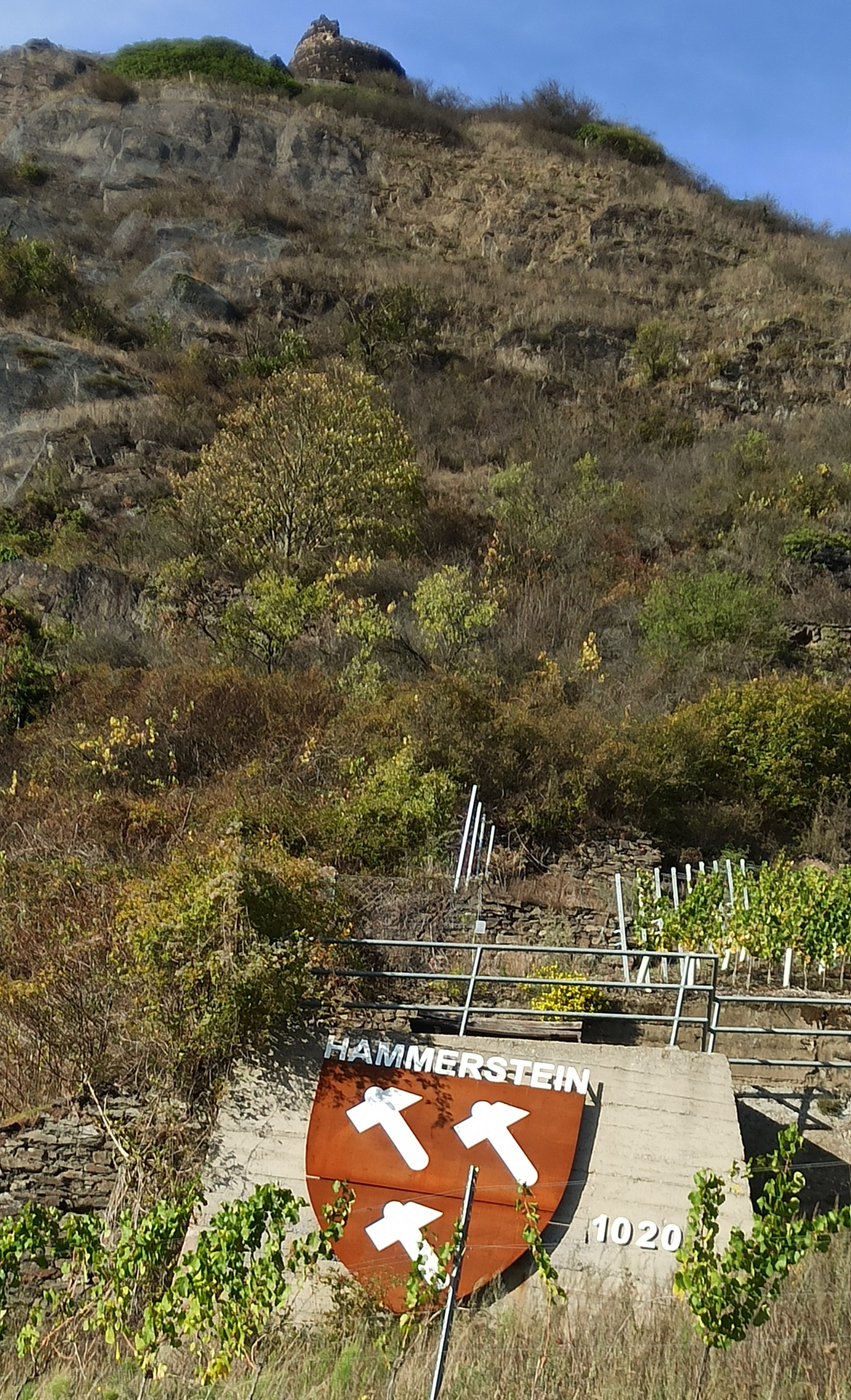
Plaque géante au pied de la roche du château rappelant le siège de celui-ci en l'an 1020

Le château fort de Hammerstein (Burg Hammerstein) est la ruine d'un château fort de montagne du Xe siècle en Rhénanie-Palatinat, le plus ancien de toute cette vallée du Rhin moyen. La ruine d'une de ses tours de guet surplombe encore le Rhin à une altitude de 195 m, près du village de Hammerstein. Le chemin de randonnée Rheinsteig passe à proximité des ruines que l'on peut atteindre par un petit sentier.

## Histoire
Construit au Xe siècle par les Conradiens (la technique de remplissage du mur d’enceinte indiquerait même une origine romaine), ce château est mentionné, en l’an 1000, comme château d’empire (Reichsburg) du Saint-Empire romain germanique,.
Ce sont les Burgraves de Hammerstein qui vivent et règnent ici jusqu'aux alentours de 1417 lorsque les traces généalogiques de cette famille se sont perdues,.
L’endroit est connu, entre autres, par l’histoire d’Otton Ier de Hammerstein et de son mariage, non reconnu par l'Église, avec Ermengarde de Verdun, fille de Godefroy le Captif, comte de Verdun, et de Mathilde de Saxe († 1008). Les deux époux sont apparentés, et ce mariage est déclaré illégal. Il s'ensuit des complications entre 1018 et 1027, impliquant l’archevêque Erkanbald de Mayence et même l’empereur Henri II du Saint-Empire. Otton essaye de s’en prendre à Erkanbald qui empêche ce mariage. Il capture l’entourage de ce dernier, qu’il détient sur ce château fort de Hammerstein. L’empereur assiège alors le château à l'automne 1020 forçant Otton à capituler à Noël. Le château est alors laissé à l’abandon,.
Plus tard en 1071, l’empereur Henri IV restaure le château de Hammerstein et y fait entreposer les regalia du Saint-Empire, qui sont les insignes et ornements du souverain élu à la tête du Saint-Empire romain germanique. Son fils Henri V, qui le détrône en 1125, dépose également ces importantes insignes et ornements de l’empire au château de Hammerstein,.
Hammerstein reste château d’empire jusqu’en 1374 lorsque l’empereur Charles IV transmet la souveraineté féodale du lieu à l’électorat de Trèves.
En 1431 le prince évêque Raban de Helmstatt met le château et la vallée d’Hammerstein en gage pour le comte Ruprecht de Virneburg, lui permettant en 1434, d'ajouter des bâtisses au château pour une valeur de 1500 florins,.

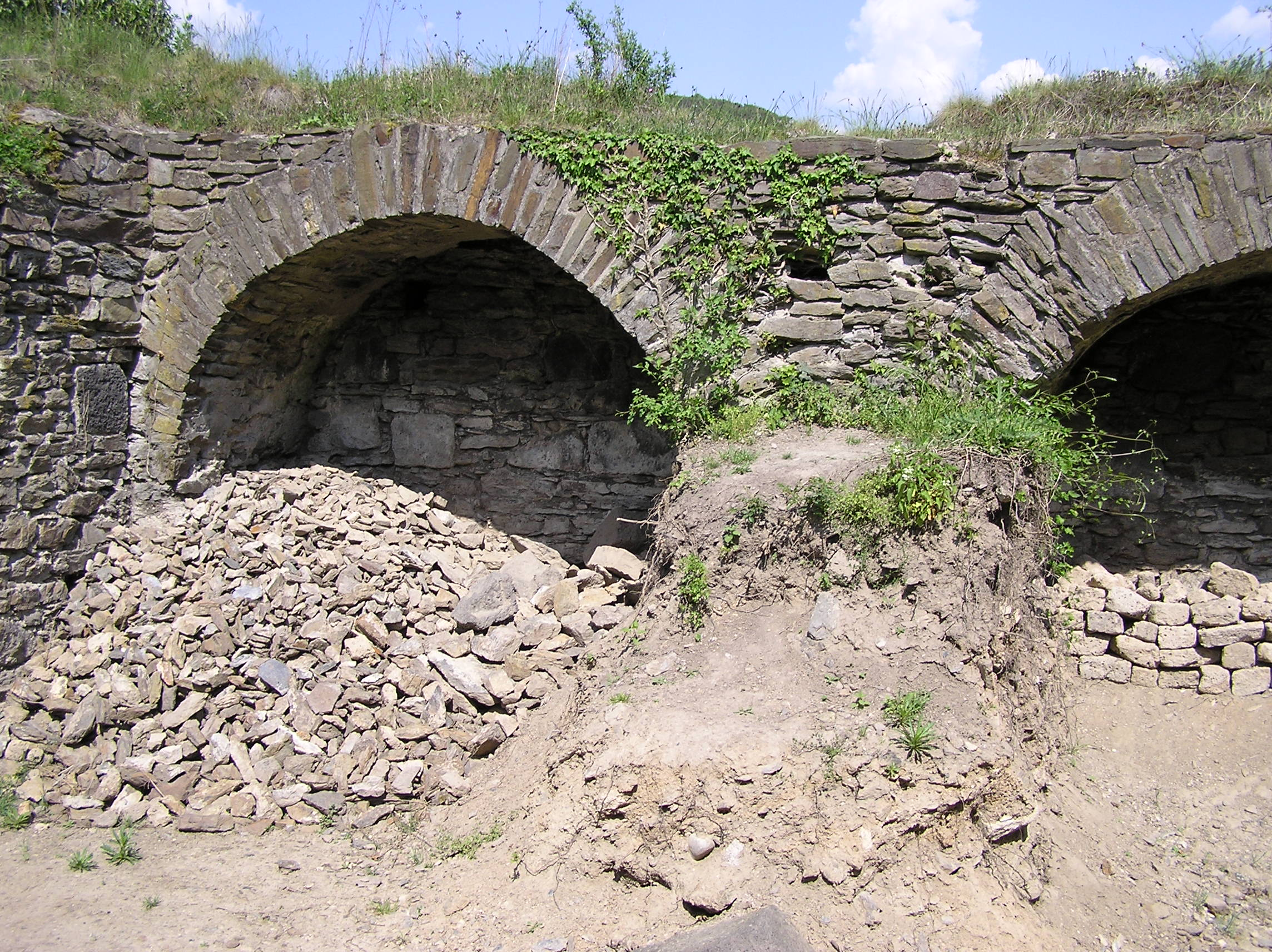
Voûtes dans la ruine de Hammerstein

Pendant la guerre de Trente Ans, le château est occupé par les Espagnols de 1632 à 1646, puis utilisé comme camp de base par les troupes du duc de Lorraine, Charles IV, pendant leurs incursions entre 1646 et 1654. Cette occupation du château perdure longtemps après cette guerre. Après un effort considérable, le château est finalement pris par les troupes de l’électorat de Trèves et du comté de Wied. En 1688 le château est conquis par les troupes de Louis XIV, qui le détruisent,.
En 1815, la ruine de Hammerstein va au royaume de Prusse. Depuis 1893, elle est la propriété des barons de Hammerstein.

## Liens externes

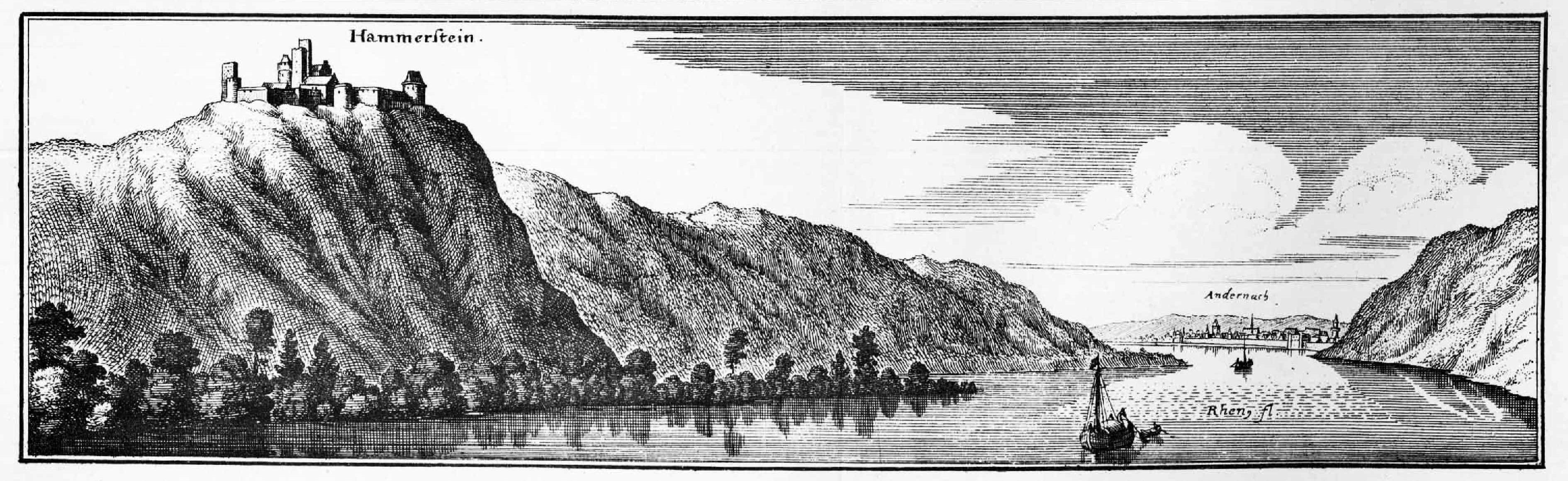
Vue du château avant sa destruction

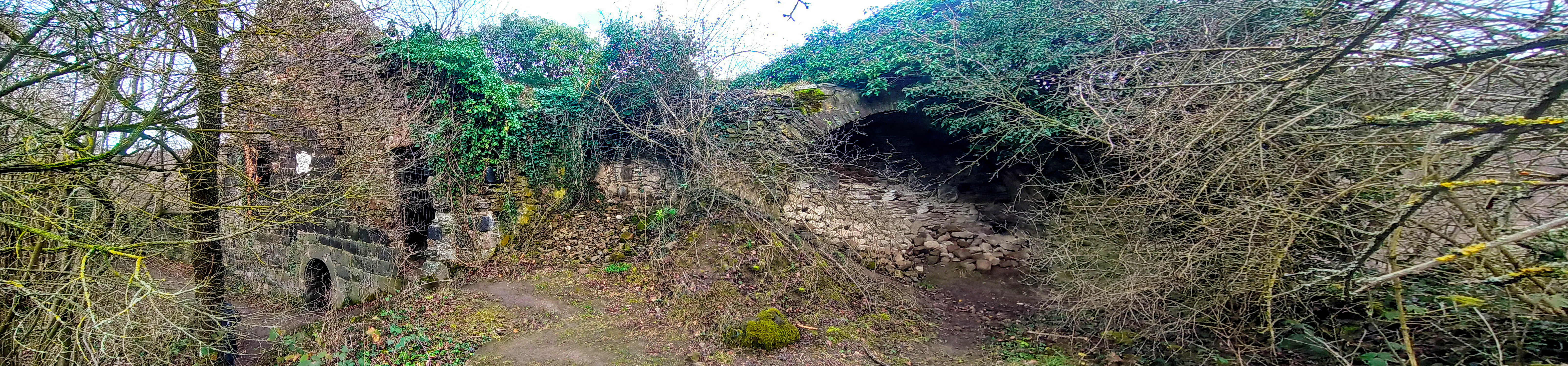
Intérieur de la ruine de Hammerstein en janvier 2021